# Friedhof Hubbelrath
Der Friedhof Hubbelrath ist ein Düsseldorfer Friedhof im Stadtteil Hubbelrath. Er ist mit seiner Fläche von etwa 0,4 Hektar der kleinste Düsseldorfs und wird vom Personal des Friedhofs Gerresheim betreut. Der Friedhof verfügt über keine eigene Kapelle, weswegen Trauerfeiern in Gotteshäusern der einzelnen Religionsgemeinschaften abgehalten werden. Auf dem Hubbelrather Friedhof gibt es eine Kriegsgräberstätte für sechs deutsche Gefallene aus dem Zweiten Weltkrieg. Daneben befinden sich auf dem Friedhof die Gräber von je zwei Kriegsopfern aus Polen und Russland.